# Andreiașu de Sus
Andreiașu de Sus – wieś w Rumunii, w okręgu Vrancea, w gminie Andreiașu de Jos. W 2011 roku liczyła 115
mieszkańców.